# Goanța
Goanța – wieś w Rumunii, w okręgu Mehedinți, w gminie Braniștea. W 2011 roku liczyła 504 mieszkańców.